# Boutiquea platypetala
Boutiquea platypetala (Engl. & Diels) Le Thomas – gatunek rośliny z monotypowego rodzaju Boutiquea w obrębie rodziny flaszowcowatych (Annonaceae Juss.). Występuje naturalnie w Kamerunie oraz Gwinei Równikowej. 

## Morfologia
PokrójZimozielone drzewo lub krzew.
LiścieSą naprzemianległe. Mają eliptyczny kształt. Liść jest całobrzegi.
KwiatyPromieniste, obupłciowe, zebrane po kilka w pęczki. Rozwijają się w kątach pędów. Mają 3 wolne działki kielicha. Płatków jest 6, są wolne i zagnieżdżone. Pręciki są liczne. Zalążnia jest górna z licznymi wolnymi słupkami.
OwocePojedyncze. Mają podłużny kształt. Są siedzące.